# Zelica prasina
Zelica prasina är en fjärilsart som beskrevs av Jean Baptiste Boisduval 1870. Zelica prasina ingår i släktet Zelica och familjen tandspinnare. Inga underarter finns listade i Catalogue of Life.